# كريك بركمان
كريك بركمان أو غريغ بركمان أو غريغوري بركمان هو رائد أعمال ومستثمر ومهندس برمجيات أمريكي وُلد في 29 نوفمبر (تشرين الثاني) 1987، وتخرج من معهد ماساتشوستس للتقانة، ثم بدأ مسيرته العملية عام 2010 بالعمل كمهندس برمجيات في شركة سترايب حتى أصبح مديرها التقني عام 2013. وفي عام 2015 ترك العمل بالشركة ليؤسس عمله الخاص، وهو أحد مؤسسي شركة أوبن أيه آي والمدير التقني التنفيذي الحالي لها.

## نشأته
وُلد كريك بركمان في 29 نوفمبر (تشرين الثاني) عام 1987 في مدينة تومسون بولاية داكوتا الشمالية في الولايات المتحدة الأمريكية، والتحق بالدراسة في مدرسة ريد ريفر الثانوية، حيث برع في الرياضيات والكيمياء وعلوم الحاسوب، حتى أنه فاز بالميدالية الفضية في أولمبياد الكيمياء الدولي لعام 2006، وأصبح أول متأهل للنهائيات من ولاية داكوتا الشمالية يشارك في مسابقة إنتل الدولية لاكتشاف المواهب العلمية منذ عام 1973. التحق كريك بركمان خلال أعوام 2003 و2005 و2007، بمخيم الرياضيات الكندي الأمريكي، وهو برنامج صيفي لطلاب المدارس الثانوية الموهوبين في الرياضيات. وفي عام 2008، التحق بروكمان بالدراسة في جامعة هارفارد، لكنه تركها بعد عام واحد فقط، قبل أن يلتحق لفترة وجيزة بمعهد ماساتشوستس للتقنية.

## مسيرته المهنية
بدأ كريك بركمان حياته العملية في عام 2010 بالعمل كمهندس برمجيات في شركة سترايب، وهي شركة أسسها باتريك كوليسون، زميل دراسته في معهد ماساتشوستس للتقانة مع شقيقه جون كوليسون. نمت الشركة خلال فترة وجيزة وازداد عدد موظفيها من ٥ موظفين ليصل إلى ٢٠٥ موظفًا. وفي عام ٢٠١٣، أصبح كريك بركمان أول مدير تقني تنفيذي لشركة سترايب، ولكن سُرعان ما ترك كريك بروكمان العمل بالشركة في مايو (أيار) ٢٠١٥ لكي يُشارك في تأسيس شركة أوبن أيه آي في ديسمبر (كانون الأول) ٢٠١٥ مع زميليه سام ألتمان وإيليا سوتسكيفر. كان كريك بركمان في البداية يُدير شركة أوبن أيه آي من غرفة المعيشة بمنزله، حيث ساهم في تكوين الفريق المؤسس للشركة، وقاد العديد من المشاريع البارزة للشركة في بداياتها، مثل مشروع برنامج أوبن أيه آي جيم ومشروع بوت أوبن أيه آي فايف، وهو بوت مخصص للعبة دوتا 2. وفي ١٤ فبراير (شباط) ٢٠١٩، أعلنت شركة أوبن أيه آي أنها طورت نموذج لغة جديد كبير الحجم أطلقت عليه اسم المحول المولد مسبق التدريب 2، غير أن الشركة أبقت هذا النموذج سريًا لبعض الوقت بسبب مخاوفها من المخاطر المحتملة لإساءة استخدامه، ثُم أصدرت النموذج أخيرًا، ولكنها أتاحته فقط لمجموعة محدودة من مُختبري النسخة التجريبية في مايو (أيار) ٢٠١٩.
زفي 14 مارس (آذار) 2023، كشف كريك بركمان خلال عرض تقديمي مباشر بالفيديو عن إطلاق الشركة لأحدث نماذجها اللغوية المحول المولد مسبق التدريب 4، وهو الإصدار الرابع من سلسلة المحول المولد مسبق التدريب. وفي 17 نوفمبر (تشرين الثاني) 2023، وبالتزامن مع إقالة سام ألتمان من شركة أوبن أيه آي، أُبلغ كريك بركمان بأنه سيُعزل من مجلس الإدارة، غير أنه بقى في منصبه بالشركة على الرغم من ذلك، واستمر في تقديم تقاريره إلى رئيسها التنفيذي. إلى أن أعلن استقالته من الشركة في وقت لاحق من نفس اليوم. وفي 20 نوفمبر (تشرين الثاني) 2023، كشفت ساتيا ناديلا الرئيس التنفيذي لشركة مايكروسوفت عن انضمام كل من كريك بركمان وسام ألتمان، الرئيس التنفيذي السابق لشركة أوبن أيه آي، إلى شركة مايكروسوفت لقيادة فريق بحثي جديد في مجال الذكاء الاصطناعي المتقدم. وفي اليوم التالي، وبعد التوصل إلى اتفاق لإعادة سام ألتمان إلى منصب الرئيس التنفيذي لشركة أوبن أيه آي، عاد كريك بركمان بدوره إلى شركة أوبن أيه آي. كان كريك بركمان في إجازة منذ أغسطس (آب) 2024 قبل أن يُعلن انضمامه إلى الشركة في نهاية العام. في نوفمبر (تشرين الثاني) 2024، عاد إلى شركة أوبن أيه آي كمدير تقني تنفيذي للشركة بعد غياب دام لنحو ثلاثة أشهر.

## حياته الأسرية
تزوج كريك بركمان من زوجته أنا بركمان في نوفمبر (تشرين الثاني) 2019.